# Llegenda

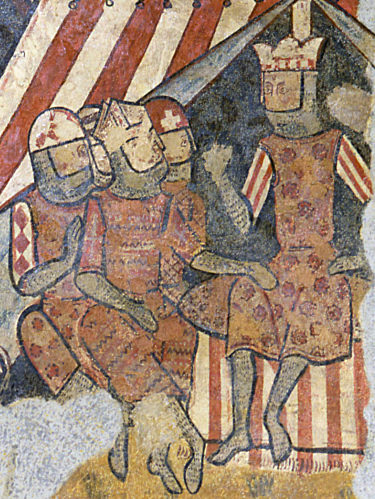
Jaume I el Conqueridor protagonitza moltes llegendes catalanes.

Una llegenda és un relat sobre fets extraordinaris que és narrat d'acord amb un pacte comunicatiu de versemblança i que suscita entre els interlocutors actituds d'aprovació, dubte, escepticisme o negació.

## Tipus
Com a gènere del folklore comprèn relats variats pel que fa a la temàtica i els seus protagonistes. Es pot parlar de llegenda contemporània, d'ànimes, de tresors, demònica, màgica, sacra, satànica, sobre personatges i fets històrics. També ha tingut un tractament des de la historiografia i la literatura culta.

### Llegenda contemporània
Llegenda que tracta sobre temes actuals i serveix per gestionar les pors i inseguretats humanes.

### Llegenda d'ànimes
Llegenda que protagonitzen ànimes en pena i ànimes condemnades que volen redimir-se per descansar en pau, com per exemple la del Comte Arnau.

### Llegenda de tresors
Llegenda sobre l'obtenció de tresors amagats que poden estar custodiats per éssers extraordinaris.

### Llegenda demònica
Una llegenda demònica és protagonitzada per personatges que intermedien entre el món real i el món sobrenatural com són les encantades, les dones d'aigua, els follets, els menairons, els dimonis boiets o altres.

### Llegenda màgica
Llegenda sobre la confrontació entre personatges humans, en què un dels quals té un poder sobrenatural.

### Llegenda sacra
Llegenda protagonitzada per un personatge de la religió oficial amb capacitat per a realitzar miracles i resoldre així els conflictes dels humans.

### Llegenda satànica
Llegenda on un personatge humà s'enfronta al Diable.

### Llegenda sobre personatges i fets històrics
Llegenda sobre un personatge històric que posa de manifest la seva valentia i el seu coratge a través de fets extraordinaris.